# مجدب (الوضيع)

تعديل مصدري - تعديل

مجدب هي إحدى قرى عزلة  الوضيع بمديرية الوضيع التابعة لمحافظة أبين، بلغ تعداد سكانها 568 نسمة حسب تعداد اليمن لعام 2004.